# Хорошівська селищна рада (Харківська область)
Хорошівська се́лищна ра́да — колишня адміністративно-територіальна одиниця та орган місцевого самоврядування в Харківському районі Харківської області. Адміністративний центр — селище міського типу Хорошеве. Була ліквідована у 2020 році під час Адміністративно-територіальної реформи в Україні.

## Загальні відомості
Хорошівська селищна рада утворена в 1920 році.
- Територія ради: 28,2 км²
- Населення ради: 4 620 осіб (станом на 2001 рік)
- Територією ради протікає річка Уди.

## Населені пункти
Селищній раді підпорядковані населені пункти:
- смт Хорошеве

## Склад ради
Рада складається з 26 депутатів та голови.
- Голова ради: Коваль Олег Павлович
- Секретар ради: Аксьонова Оксана Михайлівна

### Керівний склад попередніх скликань
| Прізвище, ім'я, по батькові  | Основні відомості                                                        | Дата обрання | Дата звільнення |
| ---------------------------- | ------------------------------------------------------------------------ | ------------ | --------------- |
| Лізниченко Микола Васильович | Селищний голова, 1961 року народження, освіта вища, позапартійна         | 26.03.2006   | 31.10.2010      |
| Лізниченко Микола Васильович | Селищний голова, 1961 року народження, освіта вища, член Партії регіонів | 31.10.2010   | 25.10.2015      |
| Коваль Олег Павлович         | Селищний голова, 1986 року народження, освіта вища, безпартійний         | 25.10.2015   |                 |

Примітка: таблиця складена за даними сайту Верховної Ради України

### Депутати
За результатами місцевих виборів 2010 року депутатами ради стали:

#### За суб'єктами висування
| Суб'єкт висування    | Кількість обраних депутатів | %    |
| -------------------- | --------------------------- | ---- |
| Партія регіонів      | 22                          | 84,6 |
| Самовисування        | 3                           | 11,5 |
| Партія «Відродження» | 1                           | 3,8  |

#### За округами
| № округу             | Прізвище, ім'я, по батькові    | Дата визнання обраним | Освіта             | Партійна приналежність    | Відомості про обраного депутата                  |
| -------------------- | ------------------------------ | --------------------- | ------------------ | ------------------------- | ------------------------------------------------ |
| Партія «ВІДРОДЖЕННЯ» |                                |                       |                    |                           |                                                  |
| 1                    | Шершньов Володимир Васильович  | 03.11.2010            | вища               | член Партії «ВІДРОДЖЕННЯ» | Локомотивне депо «Основа»                        |
| Партія регіонів      |                                |                       |                    |                           |                                                  |
| 2                    | Гайденко Людмила Леонідівна    | 03.11.2010            | вища               | член Партії регіонів      | Хорошівська с/р, економіст                       |
| 3                    | Оніщук Ніна Андріївна          | 03.11.2010            | середня            | член Партії регіонів      | Хорошівська с/р, землевпорядник                  |
| 5                    | Бутенко Павло Іванович         | 03.11.2010            | середня            | позапартійний             | ПЧ-5, майстер                                    |
| 7                    | Шмулич Євген Олександрович     | 03.11.2010            | середня            | член Партії регіонів      | Т. н. п.                                         |
| 8                    | Локотько Валерій Корнійович    | 03.11.2010            | вища               | позапартійний             | пенсіонер                                        |
| 9                    | Кряж Валентина Іванівна        | 03.11.2010            | вища               | член Партії регіонів      | Хорошівська лікарня, головний лікар              |
| 10                   | Нікітенко Олена Борисівна      | 03.11.2010            | вища               | член Партії регіонів      | КДНЗ, керівник                                   |
| 11                   | Нікітіна Ірина Олександрівна   | 03.11.2010            | середня            | позапартійна              | домогосподарка                                   |
| 12                   | Іванюк Антоніна Василівна      | 03.11.2010            | вища               | член Партії регіонів      | Хорошівська загальноосвітня школа, директор      |
| 14                   | Нікітенко Микола Федорович     | 03.11.2010            | середня            | позапартійний             | КДНЗ"Калинка"                                    |
| 15                   | Рудай Петро Степанович         | 03.11.2010            | вища               | член Партії регіонів      | Хорошівська загальноосвітня школа, вчитель       |
| 16                   | Повіліченко Валентина Іванівна | 03.11.2010            | середня            | член Партії регіонів      | Хорошівська загальноосвітня школа                |
| 17                   | Баєва Ірина Олександрівна      | 03.11.2010            | вища               | член Партії регіонів      | Хорошівський КУХГП                               |
| 18                   | Гриненко Олександр Миколайович | 03.11.2010            | середня спеціальна | член Партії регіонів      | Фірма «Онікс»                                    |
| 19                   | Журавльов Сергій Олександрович | 03.11.2010            | середня            | позапартійний             | Фірма «Онікс-ЛТД»                                |
| 20                   | Кравець Наталя Вікторівна      | 03.11.2010            | середня спеціальна | позапартійна              | Хорошівська загальноосвітня школа, вчитель       |
| 21                   | Рижков Василь Петрович         | 03.11.2010            | середня спеціальна | член Партії регіонів      | пенсіонер                                        |
| 22                   | Савченко Марія Дмитрівна       | 03.11.2010            | середня спеціальна | член Партії регіонів      | ЦДЮТ № 7                                         |
| 23                   | Голосной Анатолій Іванович     | 03.11.2010            | середня            | позапартійний             | пенсіонер                                        |
| 24                   | Рощупкін Сергій Миколайович    | 03.11.2010            | середня спеціальна | позапартійний             | Т. н. п.                                         |
| 25                   | Аксьонова Оксана Михайлівна    | 03.11.2010            | вища               | член Партії регіонів      | Хорошівська с/р, секретар                        |
| 26                   | Левченков Олег Вікторович      | 03.11.2010            | вища               | член Партії регіонів      | К. П. «Тепломережі» Харківського р-н             |
| Самовисування        |                                |                       |                    |                           |                                                  |
| 4                    | Олійник Сергій Васильович      | 27.12.2010            | вища               | член Партії регіонів      | тимчасово не працює                              |
| 6                    | Портна Ольга Сергіївна         | 03.11.2010            | вища               | позапартійна              | Гусинополянівська загальноосвітня школа, вчитель |
| 13                   | Білокінь Дмитро Борисович      | 27.12.2010            | вища               | позапартійний             | ВГО, прес-секретар                               |